# Margate (Floryda)
Margate – miasto w Stanach Zjednoczonych, w stanie Floryda, w hrabstwie Jackson. Miasto leży niedaleko dużego ośrodka miejskiego – Miami.

## Władze miasta
Burmistrzem miasta (XII 2024 r.) jest Arlene R. Schwartz.